# Dekanat Żelechów
Dekanat Żelechów – jeden z 25 dekanatów w rzymskokatolickiej diecezji siedleckiej mający siedzibę w Żelechowie w parafii Zwiastowania Najświętszej Maryi Panny.

## Parafie
W skład dekanatu wchodzi 10 parafii.
- Parafia Przemienienia Pańskiego w Grabowie Szlacheckim - Grabów Szlachecki - proboszcz ks. Janusz Mazurek
- parafia Podwyższenia Krzyża Świętego – Huta-Dąbrowa - proboszcz ks. Jarosław Kisieliński
- parafia Nawiedzenia NMP – Miastków Kościelny - proboszcz  ks. Ireneusz Głowacki
- parafia św. Apostołów Piotra i Pawła – Okrzeja - proboszcz ks. Sylwester Borkowski
- parafia Wniebowzięcia NMP – Stoczek Łukowski - proboszcz ks. mgr.Sławomir Sulej
- parafia św. Antoniego Padewskiego – Wandów - proboszcz ks. Adam Juszczyński
- parafia Niepokalanego Serca NMP – Wilczyska - proboszcz ks. Romuald Pawluczuk
- parafia MB Nieustającej Pomocy – Wola Zadybska - proboszcz ks. Paweł Rozbicki
- parafia św. Anny – Zwola Poduchowna - proboszcz ks. kan. dr Jarosław Kisieliński[2]
- parafia Zwiastowania NMP – Żelechów - siedziba dekanatu proboszcz ks. prał. Eugeniusz Filipiuk

Według danych zgromadzonych przez Kurię Diecezji Siedleckiej dekanat liczy 36589 wiernych.

## Sąsiednie dekanaty
Adamów, Domanice, Garwolin, Łaskarzew, Łuków II, Ryki, Siennica (diec. warszawsko-praska)